# Dihammaphora lineigera
Dihammaphora lineigera là một loài bọ cánh cứng trong họ Cerambycidae.